# Huỳnh Anh
Huỳnh Anh (nascido em 16 de outubro de 1932) é um ex-ciclista olímpico vietnamita. Representou sua nação nos Jogos Olímpicos de Verão de 1964.